# من جلال‌الدینم
من جلال‌الدینم (به ازبکی: Mendirman Jaloliddin) مجموعه تلویزیونی ترکی-ازبکی است که از سوی مهمت بوزداغ با همکاری وزارت فرهنگ و ورزش ازبکستان تهیه شده‌است. این فیلم بر پایهٔ زندگی سلطان جلال‌الدین خوارزمشاه واپسین فرمانروای پادشاهی خوارزمشاهیان ایران ساخته شده‌است. نقش او را بازیگر ترک امره کیویلجیم ایفا شده‌است. این مجموعه تلویزیونی هم در ازبکستان و هم در ترکیه فیلم‌برداری شد و در آغاز به زبان ازبکی در ۱۴ فوریه ۲۰۲۱ از تلویزیون ملی پخش شد. 

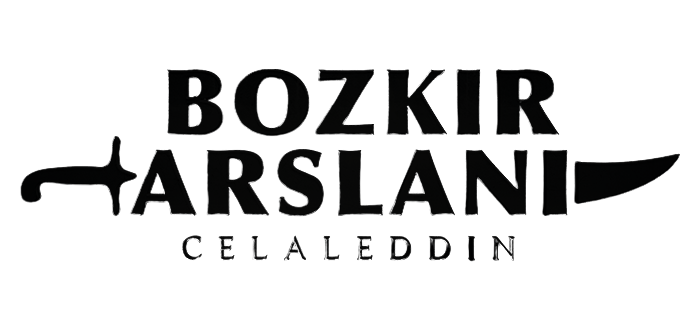
نشان‌واره من جلال‌الدینم

این مجموعه تلویزیونی در پاکستان نیز پربیننده شد و پخش آن از همان قسمت یکم در این کشور کامیاب بوده‌است. فصل یکم این سریال در ۹ می ۲۰۲۱ در ازبکستان به پایان رسید.

## داستان
این مجموعه تلویزیونی به زندگی سلطان جلال الدین خوارزمشاه، پسر سلطان محمد خوارزمشاه می‌پردازد و چگونگی رویاروئی او با چنگیز خان را هم‌زمان با دست‌وپنجه نرم کردن با دشواری‌های درون ایالتش (از جمله جنگ قدرت میان پدر و مادربزرگش ترکان خاتون) نمایش می‌دهد.

## بازیگران
- امره کیویلجیم درنقش جلال الدین مِنکُبِرنی
- جواهر ذاکیروف درنقش چنگیزخان
- کان یالچین درنقش علاءالدین محمد دوم
- رانو شودیوا درنقش آی‌چیچک خاتون
- گولنای کلکان درنقش ترکان خاتون
- ییلدز رجبوف درنقش قوتلو بیگه
- فروزا نورماتووا درنقش شیرین
- سزگین اردمیر درنقش تیمور مالک
- نورمحمدخان خسن الدینوف درنقش جوچی

## تولید
این مجموعه تلویزیونی شامل بازیگران ترک و ازبکی است و توسط فیلم‌نامه‌نویس ترک، مهمت بوزداغ، تهیه شده و توسط متین گونای کارگردانی شده‌است. نورگیسا آلمورات از قزاقستان، رضا همتی از ایران نیز کارگردانان این سریال هستند. در بیانیه ای آمده‌است که: «حدود هزار نفر در این پروژه شرکت داشته‌اند. این سریال که در ازبکستان و ترکیه فیلم‌برداری شده و شامل ۱۳ قسمت است و هر قسمت آن یک ساعت است». سریال من جلال الدینم به دلیل تعداد قسمت‌های کم و مدت زمان کوتاه آن، گاهی یک «فیلم چند قسمتی» یا فقط یک «فیلم» در نظر گرفته می‌شود. با این حال، احتمال ساخت فصل دوم نیز وجود دارد. هنرمندان ازبکستانی و ترکی برای تولید اولین قسمت در استودیوی Milliy TV گرد هم آمدند و پس از پخش قسمت اول سریال به صورت زنده به سوالات مخاطبان پاسخ دادند.
پس از کنفرانسی در تاشکند که برای اولین بار اعلام شد سریالی با این نام تولید خواهد شد، همکاری فشرده بین تهیه‌کنندگان، کارگردانان، فیلم‌نامه نویسان، مورخان، مشاوران، هنرمندان، مدیران هنری، معماران و طراحان لباس آغاز شد. بازی سختی در انتظار بسیاری از بازیگران ترک و ازبک این سریال بود که باید آموزش‌های ویژه ای برای صحنه‌های جنگ، اسب سواری و شمشیر بازی می‌دیدند. آنها همچنین باید زبان یکدیگر را یادمی‌گرفتند. جلوه‌های بصری سریال من جلال الدینم که تیمی متشکل از ۵۰۰ نفر را در پشت صحنه استخدام می‌کند، شامل ۲۰۰ نفر از ترکیه، انگلیس، هند و مالزی است. براساس طرح‌های هنرمندان ترک و ازبک، بیش از ۲۰۰ خیاط بر روی لباس‌های این سریال کار کرده‌اند.

#### مجموعه تولید
مجموعه سازندهٔ فیلم، برای ساختن فضایی از قرن سیزدهم آماده شد. در ترکیه در زمینی به وسعت ۳۰ هکتار و بالای ساختمان دو طبقه کاخ خوارزمشاه به ارتفاع ۵٫۵ متر ساخته شد که مساحتی بالغ بر ۳۵۰۰ متر مربع را پر کرده بود. ۱۲۰۰ نفر در آن کار می‌کردند. رسانه‌های ازبکستانی گفته‌اند که این مجموعه دقیقاً شبیه یک کاخ واقعی قرن سیزدهمی است. خیابان‌های Konye-Urgench، ساختمان‌های مسکونی، بازار مرکزی نیز ساخته‌شده و مورد تمجید قرار گرفته‌است. صحنه‌های نبرد در بیابان و صحرا نیز در آکسارای در ۷۵۰ کیلومتری استانبول فیلم‌برداری شده‌است. نمایش آن برای اولین بار در ژانویه ۲۰۲۱ برنامه‌ریزی شده بود، اما در فوریه منتشر شد.

## انتشار
مهمت بوزداغ در سال ۲۰۲۰ اعلام کرد که به درخواست دولت ازبکستان از سال ۲۰۱۸ روی پروژه جدید کار کرده‌است. سعیده میرضیایوا، نایب رئیس هیئت امنای بنیاد عمومی برای حمایت و توسعه رسانه‌های جمعی ملی در ازبکستان، در توییتر گفت: «دوستان عزیز، خوشحالم که اعلام کنم در ۱۴ فوریه ساعت ۲۰:۳۰ شبکه تلویزیونی ملی پخش سریال تاریخی من جلال الدینم را آغاز خواهد کرد. او همچنین گفت: " فیلمنامه عالی و بازی عالی این سریال، از قسمت اول تا آخر را ضبط می‌کند. و مهمتر از همه این که با زبان رنگارنگ سینمای قابل فهم، ایده ای از تاریخ منطقهٔ ما را به عموم مردم می‌دهد. تماشای آن را به شدت توصیه می‌کنم!" در نهایت در ۱۴ فوریه ۲۰۲۱ منتشر شد.

## بازخورد
این مجموعه تلویزیونی در پاکستان مورد توجه قرار گرفت و با انتشار تنها قسمت اول، محبوب شد و کاربران شبکه‌های اجتماعی شروع به اشتراک گذاری لینک‌های قسمت اول با زیرنویس اردو کردند.